# Kennelklubb

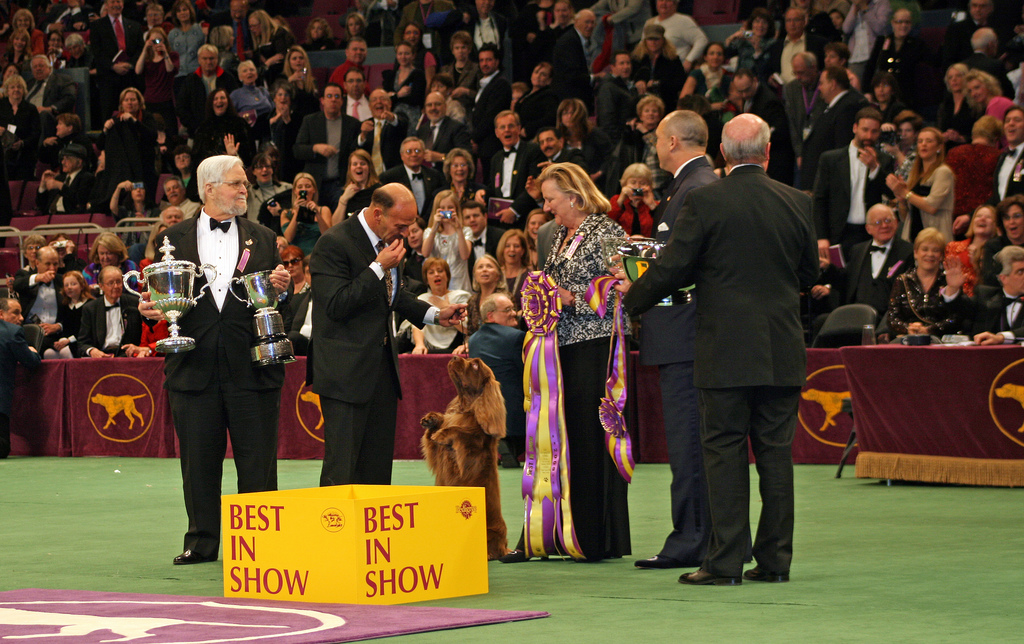
Westminster Kennel Club utdelar priser.

Kennelklubbar är nationella intresseorganisationer som organiserar frågor rörande avel av rashundar. De fastställer rasstandarder och hälsoprogram, för stambok, organiserar hundutställningar och andra tävlingar och prov.
Flertalet nationella kennelklubbar är anslutna till den internationella kennelfederationen Fédération Cynologique Internationale (FCI). Den första kennelklubben var Storbritanniens the Kennel Club bildad 1873. KC är inte medlem i FCI, det är däremot Svenska Kennelklubben som grundades 1889.